# Enklave og eksklave
 Der er for få eller ingen kildehenvisninger i denne artikel, hvilket er et problem. Du kan hjælpe ved at angive troværdige kilder til de påstande, som fremføres i artiklen.

En enklave (af latin in = "i" + clavis = "nøgle", → "indelukke") er et stykke land, der er helt omgivet af en anden stat, og dermed udgør en slags "ø" i denne stat.
Når man bruger betegnelsen enklave, ser man på området som et fremmedelement i en bestemt stat.
En eksklave (af latin eks = "ud" + clavis = "nøgle" → noget udelukket) er et landområde, der tilhører en stat, men ligger omsluttet af en anden stat (eller af flere andre stater). Eksklaven har altså ingen landforbindelse til sit hovedland. Når man bruger betegnelsen eksklave, lægges den sproglige vægt på tilhørsforholdet til en større stat. 
Ofte er det samme landområde både en enklave og en eksklave. Men et land som Lesotho er enklave (i Sydafrika) uden at være eksklave. Omvendt er Kaliningrad-regionen en eksklave (til Rusland), men ikke en enklave (fordi den grænser op til både Polen, Litauen og Østersøen).
Begreberne enklave/eksklave kan principielt bruges på andre niveauer end stater. Eksempelvis er Frederiksberg Kommune en enklave i Københavns Kommune, og Schweiz-Liechtenstein er en enklave i EU.
I fodboldsammenhænge er Israel en eksklave til UEFA (omliggende lande hører til AFC eller CAF).

## Eksempler på eksklaver
- Delstaten Alaska, som er afgrænset fra resten af USA på grund af Canada.
- Området Ceuta, som tilhører Spanien, men er omsluttet af Marokko.
- Området Llivia, som tilhører Spanien, men som ligger inde i Frankrig.
- Tyske eksklaver, en række mindre tyske områder beliggende i Schweiz og Belgien.
- Kaliningrad oblast, tilhører Rusland, men ligger mellem Polen og Litauen.

| Geografi/geologi | Spire Denne artikel om geografi er en spire som bør udbygges. Du er velkommen til at hjælpe Wikipedia ved at udvide den. |